# Morimus ganglbaueri
Morimus ganglbaueri är en skalbaggsart som beskrevs av Edmund Reitter 1894. Morimus ganglbaueri ingår i släktet Morimus och familjen långhorningar. Inga underarter finns listade i Catalogue of Life.